# Vladimir Kokkinaki
 (juin 2015).
Améliorez-le ou discutez des points à vérifier. 
Vladimir Konstantinovich Kokkinaki (russe : Владимир Константинович Коккинаки, (12 juin 1904 (25 juin dans le calendrier grégorien) - 7 janvier 1985) était un pilote d'essai soviétique, qui a testé 40 appareils différents (dont les Iliouchine DB-3, Il-2 et Il-28). Il est notamment connu pour avoir établi vingt-deux records mondiaux en aéronautique, et pour avoir été le président de la Fédération aéronautique internationale.

## Vie et carrière
Kokkinaki naquit à Novossibirsk, (12 juin 1904 (25 juin dans le calendrier grégorien) dans une famille de descendants grecques. Son jeune frère, Konstantin Kokkinaki (1910–1990), était un pilote d’essai renommé. En 1921, il termine sa scolarité, et va travailler dans des vignobles et dans le port de Novossibirsk.
En 1925, il s'engage dans l'Armée Rouge et sert dans l'infanterie. Juillet 1927, il intègre l'école d'instruction militaire des forces aériennes à Saint-Pétersbourg (ville qui s'appelait à l'époque Leningrad), et en ressort diplômé l'année suivante. Puis il va à l'école de pilotage de Borissoglebsk où il obtient son diplôme en 1930. Il sert brièvement dans le 11e Escadron de chasseurs situé dans le district militaire de Moscou. Repéré pour ses talents de pilote, il retourne en avril 1931 dans l'école d'instruction militaire des forces aériennes, mais cette fois-ci en tant qu'instructeur.

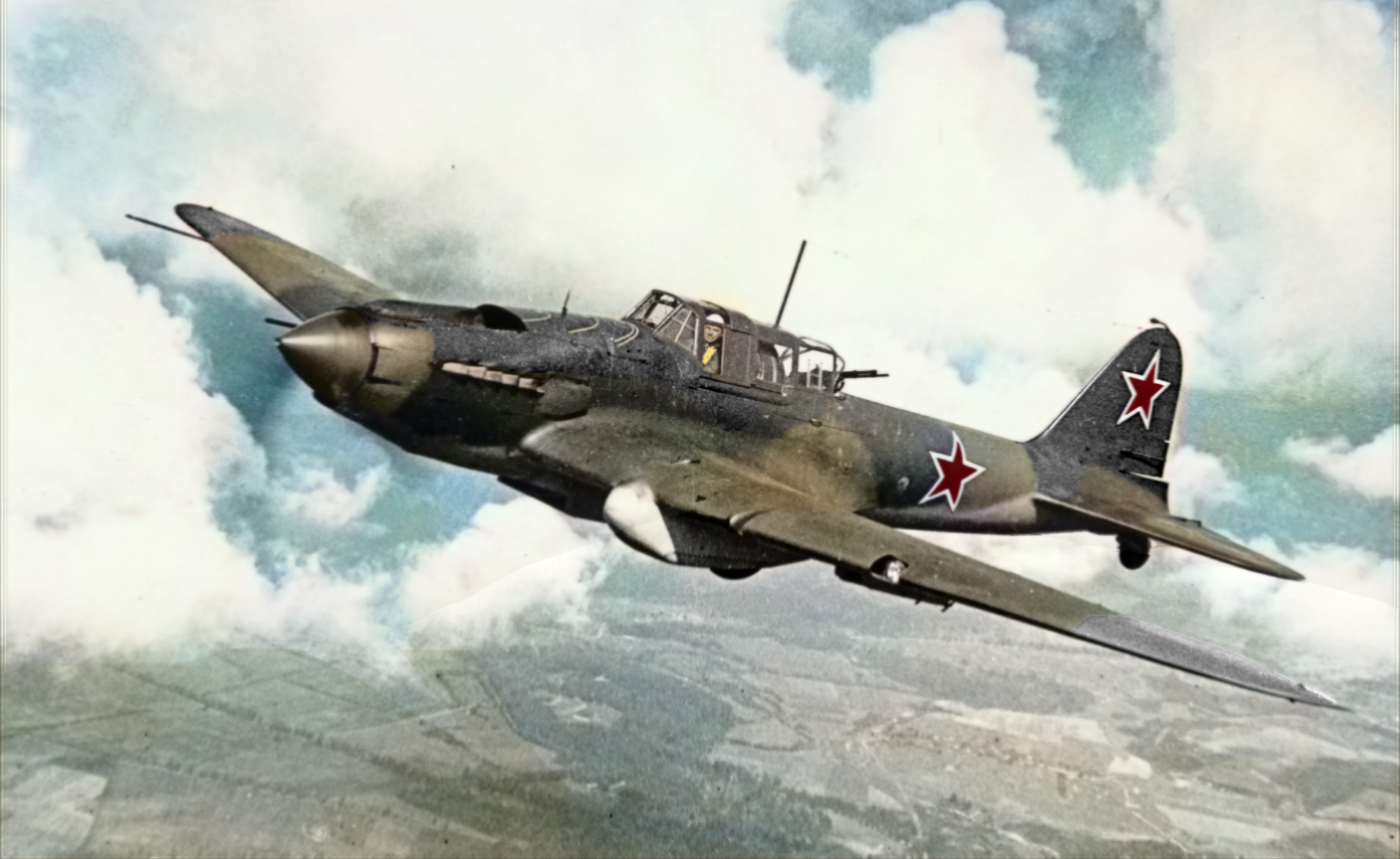
Le prototype du Il-2M3 piloté par Vladimir Kokkinaki en septembre-octobre 1943.

De 1932 à 1935, il est pilote d'essai dans l'armée de l'air, où il teste une série d'appareils. Son premier prototype testé est l'avion d'attaque au sol Kocherigin-Gurevich TSh-3. Puis il entre au bureau d'études du constructeur aéronautique Iliouchine en tant que chef des pilotes d'essai, fonction qu'il occupera jusqu'en 1964. Durant cette période, il testa en premier tous les appareils conçus par le bureau d'études expérimentales (OKB), dont entre autres les prototypes Iliouchine Il-4 (bombardier mi-lourd), Il-2 Chtourmovik  (attaque au sol), Il-28 (bombardier à réaction), Il-14 (transport militaire).
En 1938, Kokkinaki adhère au parti communiste de l'Union soviétique. Promu major-général d'aviation en 1943, il devient inspecteur-principal du commissariat du peuple pour l'industrie aéronautique, où il dirige le service des essais en vol dans les années 1943 à 1947. En janvier 1966, il prend sa retraite de l'armée de l'air, mais continue d'officier au bureau d'étude d'Illiouchine où il supervise tous les vols d'essais. Son dernier appareil testé est Illiouchine Il-62.
Membre de la  Fédération aéronautique internationale (FAI), il en devient vice-président en 1961, puis président de 1966 à 1967. Au-delà, il en reste membre en tant que président d'honneur. Durant les années 1960, il est aussi président de la fédération des sports aéronautiques de l'URSS.
Kokkinaki habitait à Moscou, où il meurt le 7 janvier 1985. Il est enterré au cimetière de Novodevichy à Moscou auprès de son épouse Valentina.

## Records aéronautiques
Le 21 novembre 1935, Kokkinaki établit officieusement le record d’altitude à bord d'un chasseur Polikarpov I-15, atteignant l'altitude de 14 575 mètres.
Le 20 avril 1936, en présence de Joseph Staline, il réalise le premier looping historique fait avec un appareil bimoteur (avec un TsKB-26, prototype du futur Iliouchine Il-4). De 1936 à 1937, avec le même appareil, il établit sept fois d'affilée le record d'altitude en variant la charge utile. Le 17 juillet 1936, il obtient à la fois son premier record officiel mais aussi le premier record officiel de l'aviation soviétique.
Le 28 juin 1937, Kokkinaki effectue la boucle Moscou - Sébastopol - Sverdlovsk - Moscou, soit un circuit de 5 018 kilomètres à bord d'un Iliouchine DB-3, établissant le record du temps de parcours sur 5 000 kilomètres, avec une vitesse moyenne de 325 km/h. Ce vol est suivi trois mois plus tard par un autre de 4 000 kilomètres faisant la boucle Moscou - Bakou - Moscou.
En juin 1938, à bord d'un TsKB-30 modifié baptisé Moskva et accompagné de son navigateur A.M. Bryandinskiy, Kokkinaki relie en un vol Moscou à Spassk-Dalni, ville russe située à l’extrême est du pays. Pour ce vol, il parcourt une distance de 7 580 kilomètres en 24 h 36 min, essentiellement en volant à une altitude de 7 000 m et avec une vitesse moyenne de 307 km/h. Pour cet exploit, le 17 juillet il est récompensé du titre de « Héros de l'Union soviétique ». 
À l'occasion de l'inauguration de la Foire internationale de New York, il tente avec le copilote Mikhail Kh. Gordienko de dépasser cette performance l'année suivante (28 avril 1939), en essayant de relier Moscou à la ville de New York. Il échoue de très peu après 22 h 56 min de vol et plus de 8 000 kilomètres parcourus à une vitesse moyenne de 348 km/h, car des conditions météorologiques défavorables l'obligent à atterrir à l'île Miscou. Bien qu'il n'ait pas atteint l'objectif initial, par son exploit, il ouvre tout de même  la route aérienne Moscou - New York (via Novgorod - Helsinki - Trondheim - Reykjavik - Cap Farewell - Ile Miscou), itinéraire encore emprunté par les vols réguliers entre ces deux villes. Il rentre à Moscou acclamé comme un héros. En 1956, il est récompensé par la Fédération aéronautique internationale d'une « rose des vents de diamant » pour avoir trouvé « la route la plus courte entre l'Europe et l'Amérique ».
De 1958 à 1960, il bat une série de treize records d’altitude, de vitesse et d'emport de charge utile avec un Iliouchine II-18. En 1960, avec un avion du même modèle, il établit son dernier record en parcourant 5 018 kilomètres, avec une charge de 10 tonnes et une vitesse moyenne de 693 km/h.

## Distinctions et honneurs
Kokkinaki a été distingué:

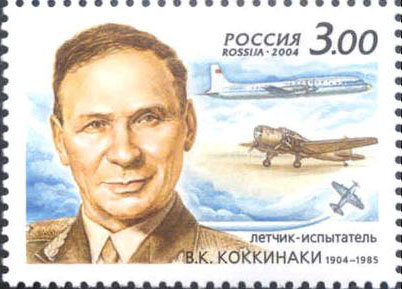
Timbre russe de 2004 honorant Kokkinaki.

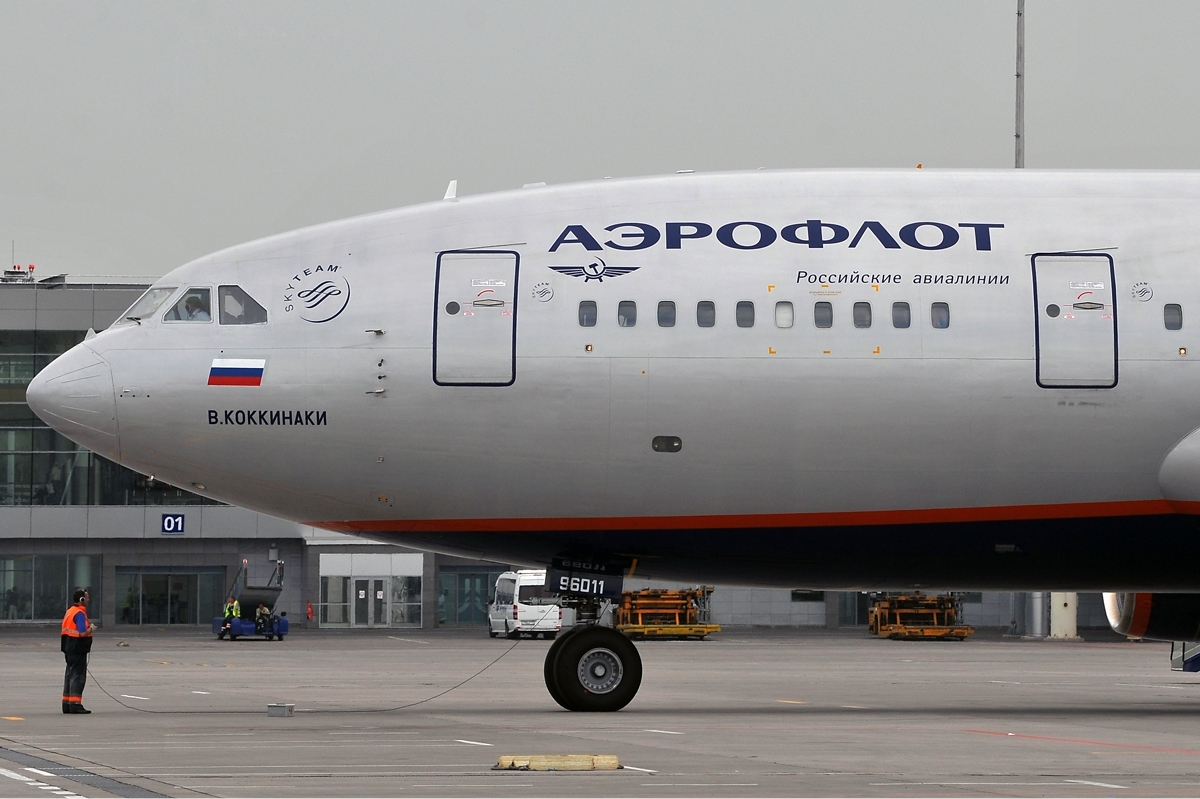
L'Iliouchine Il-96 immatriculé RA-96011 d'Aeroflot baptisé en hommage à Kokkinaki.

- Deux fois du titre de « Héros de l'Union soviétique »  (respectivement en 1938 et 1957), médaille de l’Étoile d'or  numéro 77 et 179.
- Six fois de l'Ordre de Lénine (respectivement en 1936, 1938, 1939, 1945, 1951 et 1984).
- De l'Ordre de la révolution d'Octobre (en 1974).
- Trois fois de l'Ordre du Drapeau rouge (respectivement en 1944, 1945 et 1957).
- Deux fois de l'Ordre de la Guerre patriotique, 1re classe (respectivement en 1944 et 1947).
- Quatre fois de l'Ordre de l’Étoile rouge (respectivement en 1939, 1941, 1944 et 1969).
- De la médaille du Courage en 1939.
- Des titres de « Pilote d'essai d'honneur de l'URSS » et « Maître émérite du sport de l'URSS » en 1959.
- Du prix Lénine en 1960.
- De nombreuses médailles étrangères, notamment de la médaille d'or de la Fédération aéronautique internationale en 1964[4].

Une rue de Moscou a été renommée en son honneur, et un buste en bronze à son effigie a été érigé dans sa ville natale de Novossibirsk à l'occasion de la réception de son second titre de « Héros de l'Union soviétique ». Le nom de Kokkinaki a aussi été donné en baptême à un pétrolier (construit à Kherson en 1985), à un avion de transport lourd Iliouchine II-76 de l'armée de l'air et à un avion de la compagnie aérienne nationale russe Aeroflot (un Iliouchine Il-96 immatriculé RA-96011).

## Sources
- Russie Biographie sur warheroes.ru
- Russie Biographie sur peoples.ru
- Russie Biographie sur airwar.ru
- Russie Biographie dans la Grande Encyclopédie Soviétique, 3e édition
- Russie Vladimir Konstantinovich Kokkinaki – honored test-pilot of the USSR sur le site web du constructeur aéronautique Iliouchine.
- (en) John McCannon, Red Arctic: Polar Exploration and the Myth of the North in the Soviet Union, Oxford University Press (US), 1998 (ISBN 0-19-511436-1)